# Fujiko Yamamoto
Fujiko Yamamoto (山本富士子, Yamamoto Fujiko, 11 de dezembro de 1931) é uma atriz japonesa de teatro, cinema e televisão. Ela foi a vencedora da primeira edição do concurso Miss Japão realizado em 1950, e apareceu em mais de 100 filmes entre os anos de 1953 a 1963, sob a direção de diretores renomados, como Yasujirō Ozu, Kon Ichikawa, Shirō Toyoda e Kōzaburō Yoshimura.

## Vida e carreira
Yamamoto nasceu em 11 de dezembro de 1931 no distrito de Nishi, Osaka, e se formou na Escola Secundária para Meninas da Prefeitura de Kyoto (agora Escola Secundária Ohki da Prefeitura de Kyoto). Ela ganhou o primeiro concurso de beleza Miss Japão feito em 1950. Em 1953, ela fez sua estreia cinematográfica através da Daiei Film, onde se tornou uma das principais atrizes do estúdio.
Yamamoto foi considerada uma das mulheres mais bonitas do Japão, com, segundo palavras da historiadora de cinema Catherine Russell, possuindo características "nobres" que representavam o ideal clássico de beleza japonesa. Como tal, ela era adequada para papéis fantasiados nos dramas históricos populares da época, com seus papéis modernos menos frequentes (em filmes como Higanbana de Ozu e Watashi wa nisai de Ichikawa) comumente filmados em close-ups.
Em 1963, quando seu contrato foi renovado, ela insistiu em mudanças no seu ambiente de trabalho. O chefe da Daiei na época, Masaichi Nagata, recusou, demitiu-a e a impediu de encontrar trabalho em outros estúdios de cinema através do Acordo de Cinco Empresas, que reunia os principais estúdios no período. A pressão do acordo conseguiu chegar até às companhias de teatro, mas não conseguiu chegar à televisão. Após ser demitida da Daiei, Yamamoto atuou na série de TV Toshiba Sunday Theatre e em produções da Fuji TV, além de aparecer em peças ao lado do ator Matsumoto Kōshirō em 1964. Embora ela tenha aparecido frequentemente em peças e na televisão, ela não apareceu em nenhum filme desde então.

## Filmografia selecionada
- Judai no yūwaku (1953)
- Onna keizu: Yushima no shiraume (1955)
- Bara ikutabika (1955)
- Yoru no kawa (1956)
- Suzakumon (1957)
- Higanbana (1958)
- Hitohada Kujaku (1958)
- The Loyal 47 Ronin (1958)
- Shirasagi (1958)
- Itsuka kita michi (1959)
- Daibosatsu Tōge (1960)
- Ōeyama Shuten Dōji (1960)
- Bokuto kitan (1960)
- Jokyō (1960)
- Ryōju (1961)
- Kuroi jūnin no onna (1961)
- Watashi wa nisai (1962)
- Yukinojō henge (1963)[2]

## Prêmios
- Prêmio Blue Ribbon de 1958 de Melhor Atriz (por Higanbana e Shirasagi)[7]
- Prêmio Kinema Junpo de 1960 de Melhor Atriz (por Bokuto kitan e Jokyō)[8]